# Eucyclops microdenticulatus
Eucyclops microdenticulatus is een eenoogkreeftjessoort uit de familie van de Cyclopidae. De wetenschappelijke naam van de soort is voor het eerst geldig gepubliceerd in 1939 door Lindberg.